# Chandelier (album)
Chandelier – drugi minialbum polsko-niemieckiego rapera Malika Montany. Wydawnictwo ukazało się 12 grudnia nakładem wytwórni płytowej GM2L i Epic Records Germany w dystrybucji Sony Music Entertainment. 
Pod względem muzycznym płyta utrzymywana jest w stylu gatunku hip-hop. 
Na albumie gościnnie wystąpili: Kazior oraz MALTY 2BZ.  
Nagrania były promowane singlem „Na raz”, wydanym 11 grudnia 2022. 

## Lista utworów
Opracowano na podstawie materiału źródłowego.
| Chandelier – Wersja standardowa | Chandelier – Wersja standardowa | Chandelier – Wersja standardowa | Chandelier – Wersja standardowa | Chandelier – Wersja standardowa |
| Nr                              | Tytuł utworu                    | Słowa                           | Muzyka                          | Długość                         |
| ------------------------------- | ------------------------------- | ------------------------------- | ------------------------------- | ------------------------------- |
| 1.                              | „Na raz” (oraz Kazior)          | Mosa Ghwasi, Kazior             | SRNO                            | 2:18                            |
| 2.                              | „Untouchable freestyle”         | Mosa Ghwasi                     | FRNKIE                          | 1:26                            |
| 3.                              | „Na surfera” (oraz MALTY 2BZ)   | Mosa Ghwasi, MALTY 2BZ          | Young Kidd                      | 2:47                            |
|                                 |                                 |                                 |                                 | 6:31                            |

## Certyfikaty i sprzedaż

### Single
| Kraj          | Tytuł    | Certyfikat  | Sprzedaż | Data            |
| ------------- | -------- | ----------- | -------- | --------------- |
| Polska (ZPAV) | „Na raz” | złota płyta | 25 000+  | 23 grudnia 2024 |

## Link zewnętrzny
- Okładka albumu